# Screaming for Vengeance
Albums de Judas Priest
Point of Entry
(1981) Defenders of the Faith
(1984)
Singles
1. You've Got Another Thing Comin'
Sortie : août 1982
2. (Take These) Chains
Sortie : octobre 1982
3. Electric Eye
Sortie : 1982

Screaming for Vengeance est le huitième album studio du groupe de heavy metal anglais Judas Priest. Il est sorti le 17 juillet 1982 sur le label CBS Records et fut produit par Tom Allom.

## Historique

### Enregistrement
Comme pour l'album précédent, Point of Entry, le groupe s'installa dans les Ibiza Sound Studios situés sur les Iles Baléares en Espagne. Le groupe arriva sans réelles compositions et toute l'écriture se déroula pendant l'enregistrement. Cet enregistrement se déroula dans une ambiance "sauvage" et festive, le groupe organisa des fêtes mémorables au Zoo Club et détruisit au passage quelques voitures et motos. La chanson You've Got Another Thing Comin fut completée et rajoutée au dernier moment alors que le groupe mixait l'album dans le studios Bee Jay Recordings à Orlando en Floride. Ce rajout se montra judicieux car cette chanson devint le plus grand hit du groupe et propulsa enfin l'album et le groupe en Amérique du Nord (aux États-Unis mais aussi au Canada).

### Réception
Cet album fut certifié double disque de platine aux États-Unis pour plus de deux millions d'albums vendus, ce qui en fait à ce jour le plus important succès commercial de Judas Priest. Screaming for Vengeance a atteint la dix-septième place du Billboard 200 le 30 octobre 1982, après avoir atteint la onzième place du Top 40 britannique le 17 juillet 1982. Si l'album British Steel propulsa le groupe en Europe, cet album l'installa en Amérique du Nord.

### Singles
Trois singles ont été extrait de l'album, You've Got Another Thing Comin' sorti en juillet 1982 qui se classa numéro 66 du Top 75 britannique le 21 août 1982 et seulement à la 67e place du Hot 100 américain le 27 novembre 1982, mais cartonnant à la 4e place des Rock Tracks du Billboard Magazine. (Take These) Chains, publié en octobre mais uniquement en Europe et au Japon n'eut aucun impact dans les charts. Electric Eye publié en novembre atteindra la 38e place des Rock Tracks américains.

## Liste des titres
Tous les titres sont écrits par Rob Halford, Glenn Tipton et K. K. Downing, sauf indication
Face 1
1. The Hellion - 0:40
2. Electric Eye - 3:38
3. Riding on the Wind - 3:10
4. Bloodstone - 3:53
5. (Take These) Chains (Bob Halligan Jr.)  - 3:07
6. Pain and Pleasure - 4:15

Face 2
1. Screaming for Vengeance - 4:43
2. You've Got Another Thing Comin' (en) - 5:10
3. Fever - 5:20
4. Devil's Child - 4:51

Titres bonus de la réédition parue en 2001
1. Prisoner of Your Eyes (enregistré pendant les sessions de l'album Turbo) - 7:12
2. Devil's Child (Live) (enregistré au Mid-South Coliseum de Memphis le 12/12/1982) - 5:02

| 11. | Electric Eye (live au San Antonio Civic Center, San Antonio, 10 September 1982)                    | 4:25 |
| 12. | Riding on the Wind (live au San Antonio Civic Center, San Antonio, 10 September 1982)              | 3:10 |
| 13. | You've Got Another Thing Comin' (live au San Antonio Civic Center, San Antonio, 10 September 1982) | 7:18 |
| 14. | Screaming for Vengeance (live au San Antonio Civic Center, San Antonio, 10 September 1982)         | 4:45 |
| 15. | Devil's Child (live au Mid-South Coliseum, Memphis, Tennessee; 12 December 1982)                   | 5:02 |
| 16. | Prisoner of Your Eyes (enregistré pendant les sessions pour l'album Turbo)                         | 7:12 |

30th Anniversary Edition Live DVD
Toutes les chansons sont écrites et composées par Glenn Tipton, Rob Halford and K. K. Downing, sauf indications. tous les titres ont été filmés et enregistrés lors du deuxième US Festival qui se déroula à San Bernardino en Californie le 29 mai 1983..
| No  | Titre                                                                     | Durée |
| --- | ------------------------------------------------------------------------- | ----- |
| 1.  | Electric Eye                                                              |       |
| 2.  | Riding on the Wind                                                        |       |
| 3.  | Heading Out to the Highway                                                |       |
| 4.  | Metal Gods                                                                |       |
| 5.  | Breaking the Law                                                          |       |
| 6.  | Diamonds and Rust (reprise de Joan Baez)                                  |       |
| 7.  | Victim of Changes                                                         |       |
| 8.  | Living After Midnight                                                     |       |
| 9.  | The Green Manalishi (With the Two Prong Crown) (reprise de Fleetwood Mac) |       |
| 10. | Screaming for Vengeance                                                   |       |
| 11. | You've Got Another Thing Comin'                                           |       |
| 12. | Hell Bent for Leather                                                     |       |

## Musiciens
- Rob Halford : chant
- K. K. Downing : guitare lead & rythmique
- Glenn Tipton : guitare lead & rythmique
- Ian Hill : basse
- Dave Holland : batterie

## Reprises
- The Hellion / Electric Eye a été repris par:
  - As I Lay Dying sur leur album Decas (2011).
  - Helloween sur leur single The Time of the Oath (1996)
  - Benediction sur leur album Grind Bastard (1998)
  - Jani Lane sur l'album Hell Bent Forever: A Tribute to Judas Priest (2008)
- Screaming for Vengeance a été repris par:
  - Sepultura sur leur album Dante XXI (2006)
  - Iced Earth sur leur album Tribute to the Gods (2002)
  - Virgin Steele sur l'album A Tribute To Judas Priest: Legends Of Metal Vol. II  (1996)
- Bloodstone a été repris par:
  - Stratovarius sur leur album Intermission (2001)
- You've Got Another Thing Comin a été repris par:
  - Saxon sur l'album A Tribute to Judas Priest: Legends of Metal vol.1 (1997)
  - FireHouse sur l'album Hell Bent Forever: A Tribute to Judas Priest (2008)
- Riding On the Wind a été repris par:
  - Fozzy sur leur premier album éponyme (2000)

## Charts et certifications

### Album
| Pays         | Durée du classement | Meilleur classement |
| ------------ | ------------------- | ------------------- |
| Allemagne    | 9 semaines          | 23e                 |
| Belgique (W) | 2 semaines          | 139e                |
| Belgique (V) | 1 semaine           | 173e                |
| Canada       | 35 semaines         | 17e                 |
| Espagne      | 1 semaine           | 84e                 |
| États-Unis   | 55 semaines         | 17e                 |
| Norvège      | 7 semaines          | 26e                 |
| Royaume-Uni  | 9 semaines          | 11e                 |
| Suède        | 7 semaines          | 14e                 |

| Pays       | Certification | Ventes      | Date       |
| ---------- | ------------- | ----------- | ---------- |
| Canada     | Platine       | 100 000 +   | 01/03/1984 |
| États-Unis | 2 × Platine   | 2 000 000 + | 16/10/2001 |

### Single
Charts
| Année | Single                     | Chart                  | Durée du classement | Position |
| ----- | -------------------------- | ---------------------- | ------------------- | -------- |
| 1982  | "You've Got Another Comin" | Hot 100                | 7 semaines          | 67e      |
| 1982  | "You've Got Another Comin" | Mainstream Rock Tracks | 37 semaines         | 4e       |
| 1982  | "You've Got Another Comin" | UK Singles Chart       | 2 semaines          | 66e      |
| 1982  | "Electric Eye"             | Mainstream Rock Tracks | 2 semaines          | 38e      |